# Austrocotesia croizati
Austrocotesia croizati är en stekelart som beskrevs av Valerio och Whitfield 2005. Austrocotesia croizati ingår i släktet Austrocotesia och familjen bracksteklar. Inga underarter finns listade.